# ماتروسكا
ماتروسكا (بالإنجليزية: Matroska)‏ حاوٍ حر للوسائط المتعددة. صيغة ملف تقبل عددًا لا محدودًا من مسارات الفيديو والصوت والصور وملفات الترجمة بداخل ملف واحد. الهدف من هذه الصيغة توفير حاوٍ يستطيع احتواء ملفات الوسائط المتعددة التي تتنوع صيغها. تتشابه صيغة ماتروسكا في عملها مع حاويات AVI وإم بي إي جي-4 بارت 14 وASF، إلا أنها تختلف عنهم في أنها مفتوحة غير مقيدة في خصائصها، كما أنها تحتوي على برامج حرة في داخلها. امتداد ملفاتها هو (MKV.) للفيديو مع إمكانية احتوائه لمسارات صوتية وملفات ترجمة، و(MKA.) والمحتوى الصوتي، و(MK3D.) للفيديو ثلاثي الأبعاد، و(MKS.) لملفات الترجمة.
كلمة ماتروسكا جاءت من اللغة الروسية (матрёшка) والتي تعني الدمية المتداخلة، وذلك ليعكس الحاوي ماتروسكا والذي يتضمن عدة ملفات وسائط متعددة بداخله.

## تاريخه
بدأ مشروع ماتروسكا عام 2002م مشتقًا من Multimedia Container Format بعد خلافات بين المطورين.

## الأهداف
أعلن فريق ماتروسكا عن أهدافه للمدى الطويل على موقعي doom9.org و hydrogenaudio.org.
النقاط التالية هي أهداف وليست بالضرورة مميزات حالية لماتروسكا:
- إنشاء حاوي وسائط مرن وحديث وشامل ويعمل عبر المنصات.
- إنشاء مجموعة من الأدوات لإنشاء وتعديل ملفات ماتروسكا

## مميزات تنسيق MKV
ان أحد مميزات هذا التنسيق هو القدرة على وضع أكثر من ملف ترجمة داخله أو وضع أكثر من ملف صوتي فهو يعتبر كحاوية أو كفولدر يعزل الملف المرئي والملف الصوتي والملف النصي للترجمة ففي حال انك قمت بتحميل فيلم على سبيل المثال بتنسيق mkv فغالباً ستعثر بجانب الملف المرئي على ملفين صوتيين الأول الدبلجة الناطقة باللغة اليابانية والاخر الدبلجة الناطقة باللغة الإنجليزية، والامر نفسه ينطبق على مَلَفَّي الترجمة النصية.

## وصلات خارجية
- ماتروسكا على موقع Open Hub (الإنجليزية)
- الموقع الرسمي